# Towarnia
Towarnia (ukr. Товарна) – wieś w rejonie samborskim (wcześniej w rejonie starosamborskim) obwodu lwowskiego Ukrainy. Miejscowość liczy około 168 mieszkańców. Podlega koniowskiej silskiej radzie.
W 1921 liczyła około 455 mieszkańców. Przed II wojną światową należała do powiatu dobromilskiego.

## Ważniejsze obiekty
- Cerkiew greckokatolicka